# Wordpress
Wordpress, normalt versaliserat WordPress, är ett blogg- och innehållshanteringssystem (CMS) skrivet i PHP och som använder databasen MySQL eller MariaDB för datalagringen. Det distribueras under en GNU General public-licens (GPL) och kan laddas ner och användas kostnadsfritt. Det är ett av de populäraste publiceringssystemen på marknaden och finns på miljontals bloggar och webbplatser.
Wordpress har under åren utvecklats från ett bloggsystem till att även kunna hantera hela webbplatser likt ett mer avancerat CMS-system. Eftersom innehållet på alla sidor blir tillgängligt via en inloggningssida behöver man inte någon FTP-klient för att kunna redigera och uppdatera sina sidor på webbplatsen. 
Wordpress går även att anpassa fritt med hjälp av olika tillägg (plugins) och teman. I augusti 2018 fanns över 56 000 tillägg. Ett stort antal teman är tillgängliga på Wordpress webbplats, som utvecklats av dess användare.

## Wordpress.com
Det finns även en kommersiell bloggtjänst som heter wordpress.com och drivs av Automattic (grundat av Matt Mullenweg). Här kan man skapa en egen blogg gratis. Wordpress.com bygger på Wordpress och merparten av all kod som utvecklats till tjänsten släpps som tillägg i enlighet med GPL-licensen. På wordpress.com är användaren begränsad till de teman och tillägg som Automattic har valt att aktivera.
Användarnamnen på wordpress.com är tätt knutna till avatartjänsten Gravatar, även den ägd av Automattic. Vill man använda spamhanteringstillägget Akismet (levereras med WordPress) till sin egeninstallerade Wordpress-sida behöver man även en API-nyckel som fås via användaren på wordpress.com. Medlemskap är, liksom att starta bloggar, gratis. Det finns däremot tilläggstjänster på wordpress.com som kostar pengar.
Ibland kallas den fristående versionen av Wordpress för Wordpress.org för att undvika missförstånd, hämtat från den officiella webbplatsens webbadress.

## Distribution och installation
På Microsoft-plattformen kan Wordpress installeras med hjälp av Microsoft Web Platform Installer på Windows och IIS. Microsoft Web Platform Installer kommer automatiskt att upptäcka eventuella saknade beroenden som exempelvis PHP eller MySQL och installera och konfigurera dessa innan den installerar Wordpress.
De flesta webbhotellen erbjuder också en one-click installation av wordpress. En funktion som både finns i kontrollpanelen Plesk och Cpanel. 